# Ágnes Heller

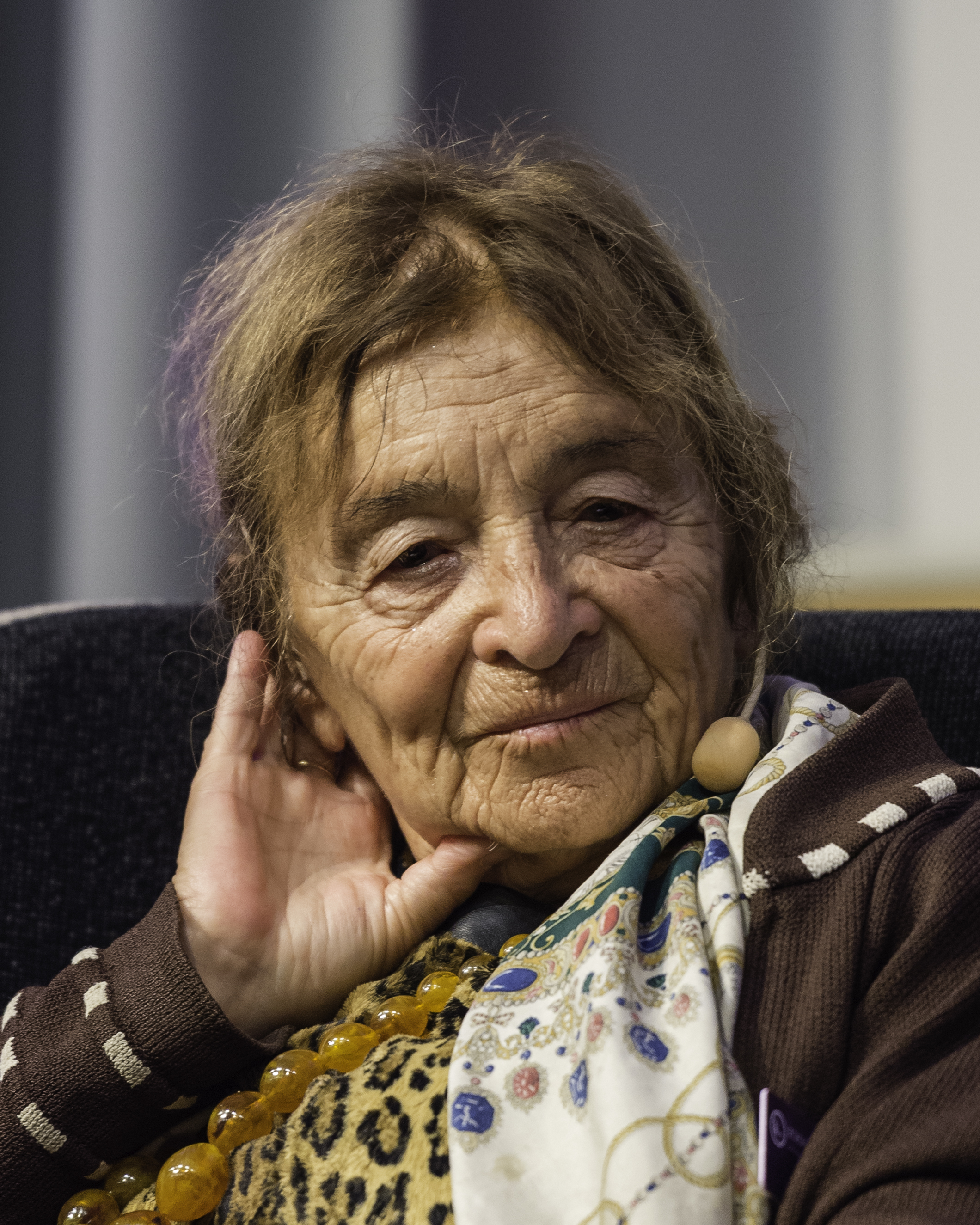
Ágnes Heller (2015)

Ágnes Heller (* 12. Mai 1929 in Budapest; † 19. Juli 2019 in Balatonalmádi) war eine ungarische Philosophin, die in Budapest und New York City lebte.

## Leben
Ágnes Heller, die jüdischer Herkunft war, gelang es im Holocaust gemeinsam mit ihrer Mutter immer wieder, teils durch geistesgegenwärtiges Handeln, teils nur durch schieres Glück, der Deportation und Ermordung zu entgehen. Ihr Vater und zahlreiche weitere Verwandte wurden Opfer der Judenverfolgung während der Zeit der NS-Diktatur. In einem Interview aus dem Jahr 2014 berichtet sie, dass ihre Großmutter „die erste Frau war, die an der Universität Wien studiert hat“.
Nach der Matura immatrikulierte sich Ágnes Heller 1947 an der Universität Budapest für Physik und Chemie. Sie wechselte unter dem Eindruck einer Vorlesung von Georg Lukács das Studienfach und begann, Philosophie zu studieren. Sie wurde 1955 von Lukács promoviert und schließlich seine Assistentin.
Nach jahrzehntelanger politischer Unterdrückung in Ungarn emigrierte Heller 1977 nach Australien, wo sie an der La Trobe Universität in Melbourne von 1978 bis 1983 eine Soziologie-Professur innehatte. 1986 wurde sie auf den Hannah-Arendt-Lehrstuhl an der Philosophiefakultät der New School for Social Research in New York berufen.
Seit ihrer Emeritierung pendelte sie jeweils halbjährlich zwischen Budapest und New York.
2001 und 2002 war sie Fellow des Weimarer Kollegs Friedrich Nietzsche zum Thema „Zur Theorie der Modernität“. 2013 hielt sie als Sir-Peter-Ustinov-Gastprofessorin der Stadt Wien Vorlesungen zum Thema „Die Welt der Vorurteile“ am Institut für Zeitgeschichte der Universität Wien.
Politisch positionierte sie sich gegen die Politik des Fidesz – Ungarischen Bürgerbundes und des Ministerpräsidenten Viktor Orbán. So äußerte sie sich in einem Interview für ZEIT Geschichte 2013: „Orbán ist ein Diktator, aber Ungarn ist keine Diktatur“.
Im Gegensatz zu ihrer früheren Meinung sagte Heller, dass man die Zusammenarbeit mit der Jobbik nicht ausschließen solle. Sie meinte auch, dass sie die Jobbik nie für eine Neonazi-Partei gehalten habe. Ihrer Meinung nach gab es zwar in der Partei rassistische und antisemitische Äußerungen, sie habe aber mit ihrer Entwicklung viel bewiesen und am wichtigsten sei, was die Partei heute sagt.
Ágnes Heller starb im Juli 2019 im Alter von 90 Jahren, als sie nach Augenzeugenberichten in den Plattensee „hinausgeschwommen und nicht mehr zurückgekehrt“ ist.

## Denkansätze
Bereits in ihrem Erstling Der Mensch in der Renaissance (1967 auf Ungarisch, 1978 auf Englisch, 1988 auf Deutsch erschienen) drehte sich Hellers Denken um Leben und Freiheit als die obersten Werte. Daneben steht die Frage, wie das menschliche Naturverhältnis als gesellschaftliches und historisches zu begreifen ist.
In die Wählbarkeit der Geschichte führte sie diese Gedanken hermeneutisch weiter aus. Im Nachwort zur deutschen Ausgabe schrieb sie: „Ich war bereits in ‚Der Mensch der Renaissance‘ davon überzeugt, und bin es auch seither, dass alle großen Leistungen der Kultur aus den Bedürfnissen, Konflikten und Problemen des täglichen Lebens hervorgehen“. Entsprechend betonte sie die Bedeutung der Arbeitswelt und des Alltagslebens.
Heller entfaltete auf der Grundlage einer eingehenden marxistischen Betrachtung eine ausführliche, materialistische „Theorie der Bedürfnisse“, mit der sie beispielsweise die „Bedürfnisdiktatur“ im Ostblock mit Verweis auf Karl Marx kritisierte. Die philosophische Anthropologie hat für sie ihren Ursprung in der Renaissance, die sich durch ein „pluralistisches moralisches Wertsystem“ deutlich von früheren Zeitaltern unterscheide. Weiterhin sprach sie sich für eine auf Empathie gründende Parteinahme für Leben und Freiheit aus.

## Auszeichnungen

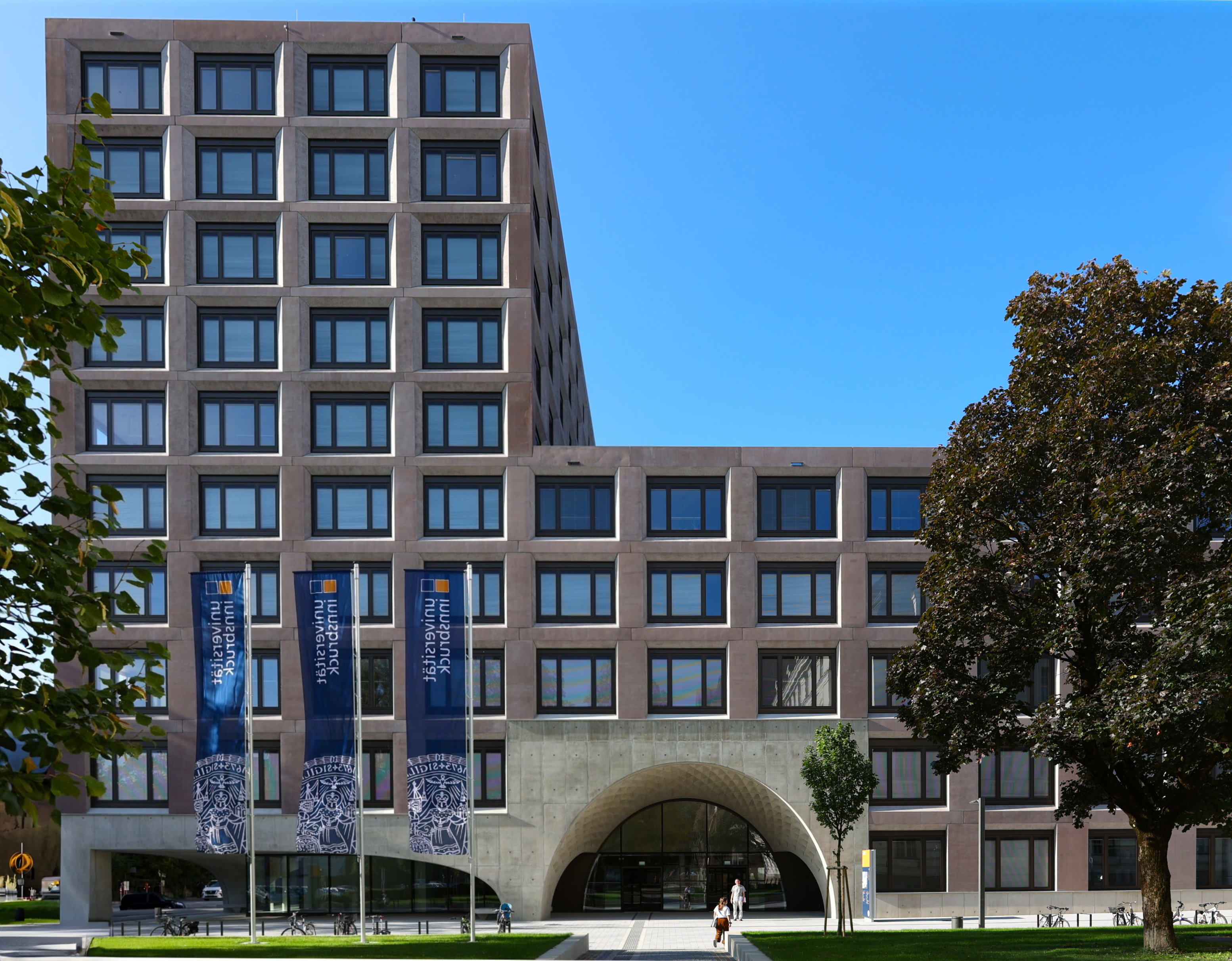
Das Ágnes-Heller-Haus ist Teil der Universität Innsbruck. Es wurde zu Ehren der Philosophin 2023 nach ihr benannt.

- 1981: Lessing-Preis der Stadt Hamburg
- 1995: Hannah-Arendt-Preis der Stadt Bremen
- 1995: Széchenyi-Preis Ungarn
- 1996: Ehrendoktor der Universität La Trobe Melbourne
- 1997: Ehrendoktor der Universität Buenos Aires
- 2004: Komtur mit Stern des Verdienstordens der Republik Ungarn
- 2006: Sonning-Preis: höchste Kulturauszeichnung Dänemarks
- 2007: Ehrenmitgliedschaft der Deutsch-Ungarischen Gesellschaft
- 2008: Ehrenbürger von Budapest
- 2010: Goethe-Medaille
- 2012: Concordia-Preis in Wien
- 2012: Carl-von-Ossietzky-Preis in Oldenburg
- 2013: Bayreuther Vorbildpreis der bayreuther dialoge dem Zukunftsforum für Ökonomie, Philosophie und Gesellschaft[10]
- 2015: Ehrendoktor der Leopold-Franzens-Universität Innsbruck
- 2015: Internationaler Willy-Brandt-Preis der SPD
- 2018: Manès-Sperber-Preis 2017 in Wien[11][12]
- 2019: Internationaler Friedrich-Nietzsche-Preis der Friedrich-Nietzsche Stiftung (postum)

Die Universität Innsbruck hat 2023 einen Neubau am Campus Innrain nach der Philosophin benannt.

## Schriften (Auswahl)
- Die moralische Sendung des Philosophen. In: Frank Benseler (Hrsg.): Festschrift zum 80. Geburtstag von Georg Lukács. Verlag Hermann Luchterhand. Neuwied / Berlin 1965, S. 337–353.
- Der Mensch der Renaissance. [Original 1967; Englisch 1978.] Aus dem Ungarischen von Hans-Henning Paetzke. Suhrkamp, Frankfurt am Main 1988.
- Alltag und Geschichte – Zur sozialistischen Gesellschaftslehre. Luchterhand, Neuwied 1970.
- Theorie der Bedürfnisse bei Marx. Mit einem Vorwort von Pier Aldo Rovatti. Berlin 1976.
  - Neuausgabe: VSA Verlag, Hamburg 2022, ISBN 978-3-96488-149-6.
- Zusammen mit Féher Ferenc, Márkus György, Sándor Radnóti: Die Seele und das Leben. Studien zum frühen Lukács. Aus dem Ungarischen übersetzt von Agnes Meller-Vértes und Magda Szilágyi. Suhrkamp, Frankfurt am Main 1977, ISBN 978-3-518-07680-4.
- Das Alltagsleben. Versuch einer Erklärung der individuellen Reproduktion. Herausgegeben und eingeleitet von Hans Joas. Suhrkamp, Frankfurt am Main 1978.
- Theorie der Gefühle. VSA, Hamburg 1980.
- Die Linke im Osten – die Linke im Westen. Ein Beitrag zur Morphologie einer problematischen Beziehung. Index e. V., Köln 1986.
- Ist die Moderne lebensfähig? Campus, Frankfurt am Main 1995, ISBN 978-3-593-35399-9.
- Biopolitik. Aus dem Englischen übersetzt von Felix Ensslin. Campus, Frankfurt am Main 1995.

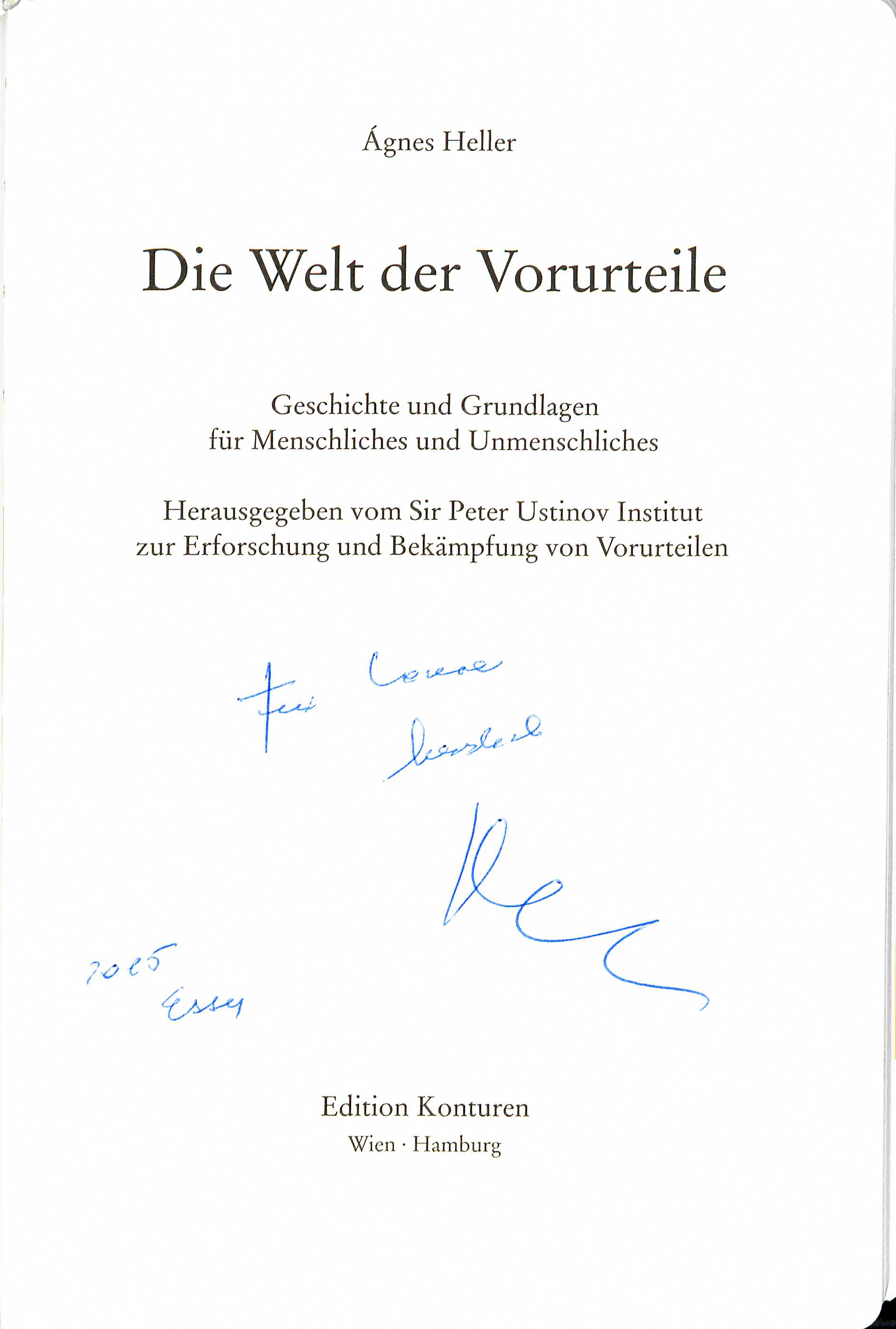
Die Welt der Vorurteile (2014)

- Der Affe auf dem Fahrrad: Eine Lebensgeschichte. Bearbeitet von János Köbányai. Aus dem Ungarischen übersetzt von Christian Polzin und Irene Rübbert. Philo, Berlin/Wien 1999, ISBN 978-3-8257-0139-0.
- Die Auferstehung des jüdischen Jesus. Aus dem Ungarischen übersetzt von Christina Kunze. Philo, Berlin / Wien 2002, ISBN 978-3-8257-0243-4.
- Nach zwanzig Jahren. (Memento vom 17. November 2015 im Internet Archive) (PDF) In Bernd Florath (Hrsg.): Das Revolutionsjahr 1989 – Die demokratische Revolution in Osteuropa als transnationale Zäsur. (Memento vom 2. März 2012 im Internet Archive) Wissenschaftliche Reihe des Bundesbeauftragten, Band 34. Vandenhoeck & Ruprecht, Göttingen 2009, ISBN 978-3-525-35045-4, S. 19–29.
- Nietzsche on Dreams. In: Die Neugier des Glücklichen. Hrsg. v. B.-Christoph Streckhardt. Verlag der Bauhaus-Universität, Weimar 2012, ISBN 978-3-86068-474-0.
- Die Welt der Vorurteile. Geschichte und Grundlagen für Menschliches und Unmenschliches. Edition Konturen, Wien / Hamburg 2014, ISBN 978-3-902968-03-6.
- Von der Utopie zur Dystopie: Was können wir uns wünschen? Edition Konturen, Wien 2016, ISBN 978-3-902968-20-3.
- Eine kurze Geschichte meiner Philosophie. Aus dem Englischen übersetzt von Georg Hauptfeld. Edition Konturen, Wien / Hamburg 2017, ISBN 978-3-902968-25-8.
- Was ist komisch? Kunst, Literatur, Leben und die unsterbliche Komödie. Edition Konturen, Wien / Hamburg 2018, ISBN 978-3-902968-30-2.
- Paradox Europa. Edition Konturen, Wien / Hamburg 2019, ISBN 978-3-902968-41-8.
- Vom Ende der Geschichte: Die parallele Geschichte von Tragödie und Philosophie. Edition Konturen, Wien / Hamburg 2020, ISBN 978-3-902968-54-8.